# 599 (číslo)
Pět set devadesát devět je přirozené číslo. Následuje po čísle pět set devadesát osm a předchází číslu šest set. Římskými číslicemi se zapisuje DXCIX nebo IDC a řeckými číslicemi φϟθ.

## Matematika
599 je:
- Deficientní číslo
- Prvočíslo
- Nešťastné číslo

## Astronomie
- (599) Luisa je planetka hlavního pásu, kterou objevil v roce 1906 Joel Hastings Metcalf

## Ostatní
- +599 je mezinárodní telefonní předvolba Curaçaa a Karibského Nizozemska

## Roky
- 599
- 599 př. n. l.